# Frances E. Allenová
Frances Elizabeth Allenová (4. srpna 1932, Peru, New York, USA – 4. srpna 2020, Schenectady) byla americká informatička a průkopnice v oblasti optimalizace překladačů. Za své zásluhy v oblasti optimalizace překladačů a paralelizace provádění byla jako první žena oceněna Turingovou cenou.